# Guilherme Peirão Leal
Guilherme Peirão Leal (Santos, 22 de fevereiro de 1950) é um empresário, empreendedor socioambiental e filantropo brasileiro. É cofundador da Natura Cosméticos, um dos maiores grupos de beleza do mundo. Atualmente, é co-presidente do Conselho de Administração da empresa da qual detém 11% das ações, e membro do conselho do Instituto Natura voltado à melhoria da educação pública brasileira.
Nas últimas décadas, tornou-se um investidor de negócios de impacto, dedicando-se também à criação de uma série de organizações sociais, como a Fundação Abrinq pelos Direitos da Criança e do Adolescente, Instituto Ethos de Empresas e Responsabilidade Social e Instituto Akatu para o Consumo Consciente. Em 2017, foi  um dos fundadores da marca de chocolates Dengo, que utiliza como matéria-prima cacau de qualidade produzido por pequenos produtores familiares do sul da Bahia. É do B Team, grupo de líderes globais engajados na construção de um novo capitalismo.
Em uma breve experiência política, foi candidato a vice-presidente na chapa de Marina Silva durante a eleição presidencial de 2010, pelo Partido Verde (PV). A chapa recebeu mais de 20 milhões de votos.

## Biografia

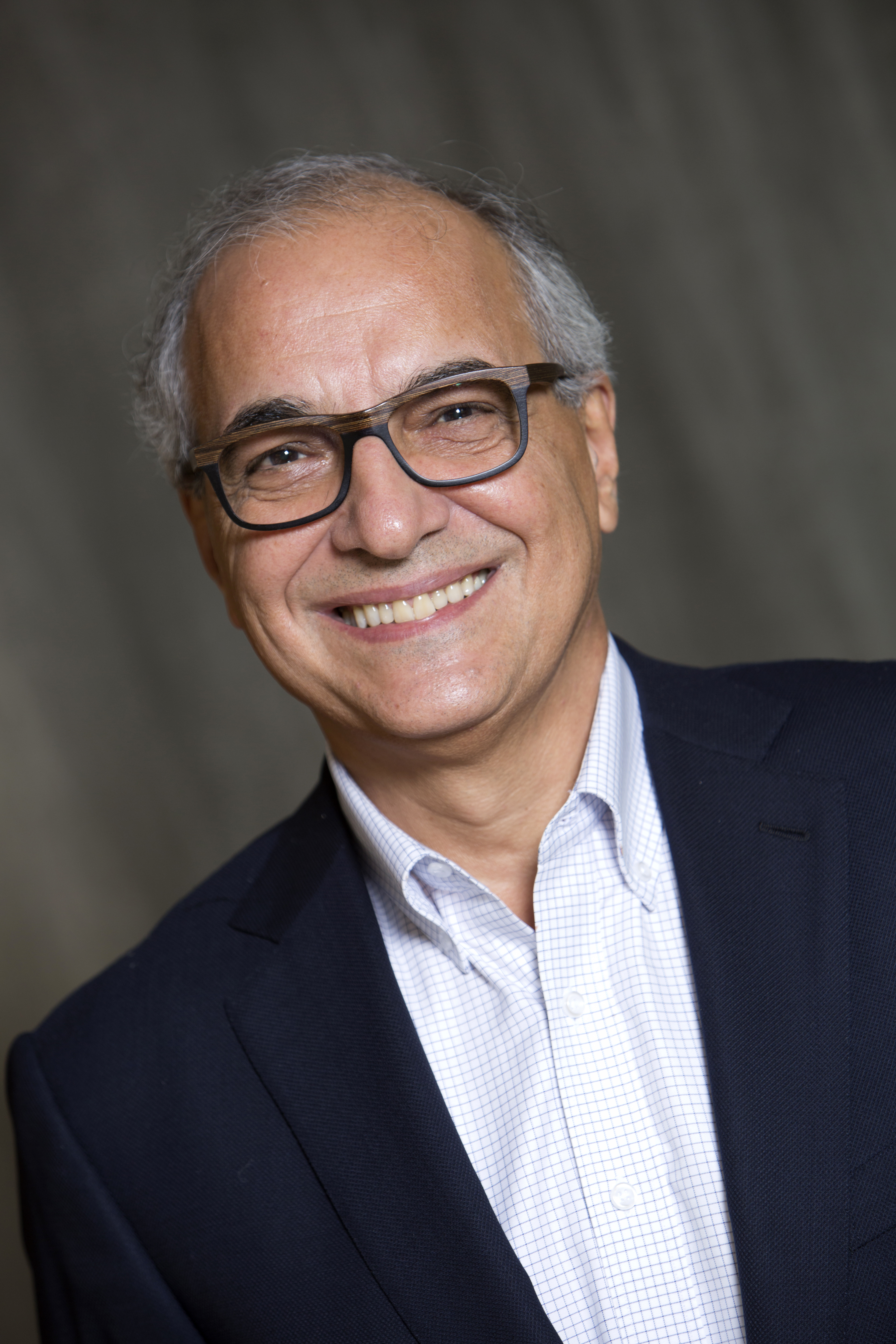
Guilherme Peirão Leal, empresário brasileiro.

Guilherme Leal nasceu em Santos (SP) em 1950. É o mais novo de quatro irmãos e pai de cinco filhos. Graduou-se em Administração de Empresas pela Universidade de São Paulo.
Trabalhou em instituições financeiras e na Ferrovia Paulista S.A. (Fepasa). Em 1979, depois de deixar a Fepasa, passou a ser sócio da Natura, na época uma pequena loja de cosméticos situada na rua Oscar Freire, em São Paulo.
Ao lado dos sócios Luiz Seabra e Pedro Passos, Guilherme Leal transformou a Natura em uma das maiores empresas de cosméticos do mundo e uma referência em sustentabilidade. Do trio de fundadores, Leal foi o que esteve à frente do investimento em conservação da natureza e desenvolvimento sustentável, fazendo com que a companhia passasse a adotar a biodiversidade brasileira como instrumento de inovação em cosmética e de consciência sobre a Amazônia. 
A empresa fincou o pé no Norte do país no início dos anos 2000, quando lançou a Ekos, uma linha de cosméticos baseada no uso de ativos da biodiversidade brasileira. A companhia é carbono neutro desde 2007 e criou um programa para direcionar investimentos para a Amazônia em 2011. A Natura virou um “case”, não só porque utiliza matéria-prima extraída da mata nativa, mas porque faz isso valorizando as comunidades que a coletam e os ciclos da natureza. Para Guilherme Leal, “as empresas devem ser agentes de transformações amplas na sociedade e não meros meios de geração de riqueza (...). O valor e a longevidade de um negócio estão ligados à sua capacidade de contribuir para a evolução da sociedade e para o seu desenvolvimento sustentável.” 
O empresário divide seu tempo entre as atividades filantrópicas, outros negócios e investimentos, como a Dengo e a Natura, onde é co-presidente do Conselho de Administração desde 1998. Por sua atuação focada sobretudo em sustentabilidade, foi retratado no livro Conversas com Líderes Sustentáveis, no qual relata suas experiências e histórias socioambientais.
Em 2006, quando estreou no ranking de bilionários da revista Forbes, teve sua fortuna avaliada em 1,4 bilhões de dólares. Quatro anos depois, integrava o grupo de 18 brasileiros da lista com fortuna de 2,1 bilhões de dólares.

## Filantropia
Além de fundador e ex-presidente do Instituto Ethos, criado para ajudar as empresas a gerir seus negócios de forma socialmente responsável,  Guilherme Leal também participou da criação e foi membro do conselho da Fundação Abrinq, cujo objetivo é mobilizar a sociedade para questões relacionadas aos direitos da infância e da adolescência. Foi integrante dos conselhos da WWF-Brasil e do Fundo Brasileiro para a Biodiversidade (Funbio). Em 2007, foi um dos fundadores do Movimento Nossa São Paulo, cujo objetivo é articular vários setores da sociedade local para buscar uma cidade melhor, mais justa e sustentável. Guilherme Leal costuma dizer que “a nova geração de filantropos quer lidar com as causas dos problemas, não apenas com as consequências”.

### Instituto Arapyaú
Em 2008, o empresário criou o Instituto Arapyaú, uma organização sem fins lucrativos voltada para o desenvolvimento sustentável da economia, do ambiente, da política e da sociedade. A instituição identifica oportunidades e direciona, de forma voluntária, recursos financeiros e estratégicos para organizações, redes e projetos que trabalham pelo desenvolvimento sustentável. 
Desde sua fundação, o Instituto Arapyaú ajudou a formar outras redes como a Coalizão Brasil Clima, Florestas e Agricultura, movimento multissetorial voltado à promoção do uso harmônico da terra e, mais recentemente, a iniciativa Uma Concertação pela Amazônia, que reúne lideranças do setor público e privado, pesquisadores, povos indígenas, sociedade civil e imprensa para propor soluções para o desenvolvimento sustentável da região. Outro projeto fomentado pelo Instituto é o Mapbiomas, que faz o mapeamento anual da cobertura e uso do solo para tornar acessível o conhecimento sobre as transformações do território brasileiro.

#### A retomada do cacau no Sul da Bahia
Um dos programas do Instituto Arapyaú, chamado de Desenvolvimento Territorial do Sul da Bahia, tem a ambição de tornar a região da Costa do Cacau um exemplo de economia sustentável, valorizando suas potencialidades. O programa, do qual Guilherme Leal é um entusiasta, apoia projetos que fortalecem a cadeia produtiva do cacau e o empreendedorismo inclusivo, além de dar suporte às lideranças locais para a melhoria da educação formal e o desenvolvimento regional participativo. 
A relação do empresário com o sul da Bahia começou em 2006, quando comprou um terreno na região para descansar. Leal se envolveu com a comunidade local e começou a desenvolver ali um dos maiores projetos de revitalização da cultura cacaueira da região.
Foi na  vila de Serra Grande, no município de Uruçuca, que o Instituto Arapyaú nasceu em 2008, inspirado pela possibilidade de ajudar a transformar uma região em crise em um exemplo concreto de desenvolvimento com sustentabilidade. Cerca de 70% do cacau produzido no Brasil vem do sul da Bahia. Essa cultura se baseia num sistema agroflorestal chamado cabruca, no qual o cultivo é feito à sombra das árvores nativas da Mata Atlântica. O fortalecimento da cadeia do cacau e do chocolate é central para o desenvolvimento local. 
Em 2015, o Arapyaú foi um dos idealizadores do Centro de Inovação do Cacau (CIC), primeira iniciativa do  Parque Científico e Tecnológico do Sul da Bahia (PCTSul). O CIC foi chave para posicionar o Brasil na lista internacional de países produtores de cacau de qualidade. Uma das iniciativas do instituto consiste na concessão de crédito a pequenos cacauicultores da região, por meio do Certificado de Recebível do Agronegócio (CRA) Sustentável da Mata Atlântica, um financiamento que combina investimentos de mercado e aportes filantrópicos. 
A aposta de Guilherme Leal na região e no potencial transformador do cacau fez o empresário investir em um novo negócio, a marca de chocolates Dengo, fundada em 2016. A empresa tem o compromisso de capacitar o produtor da região conhecida como Costa do Cacau, pagar o melhor preço do mercado e contribuir para a transformação da vida de cada um deles. A Dengo tem como meta dobrar a renda de pelo menos 3 mil famílias produtoras de cacau até 2030.

## Política

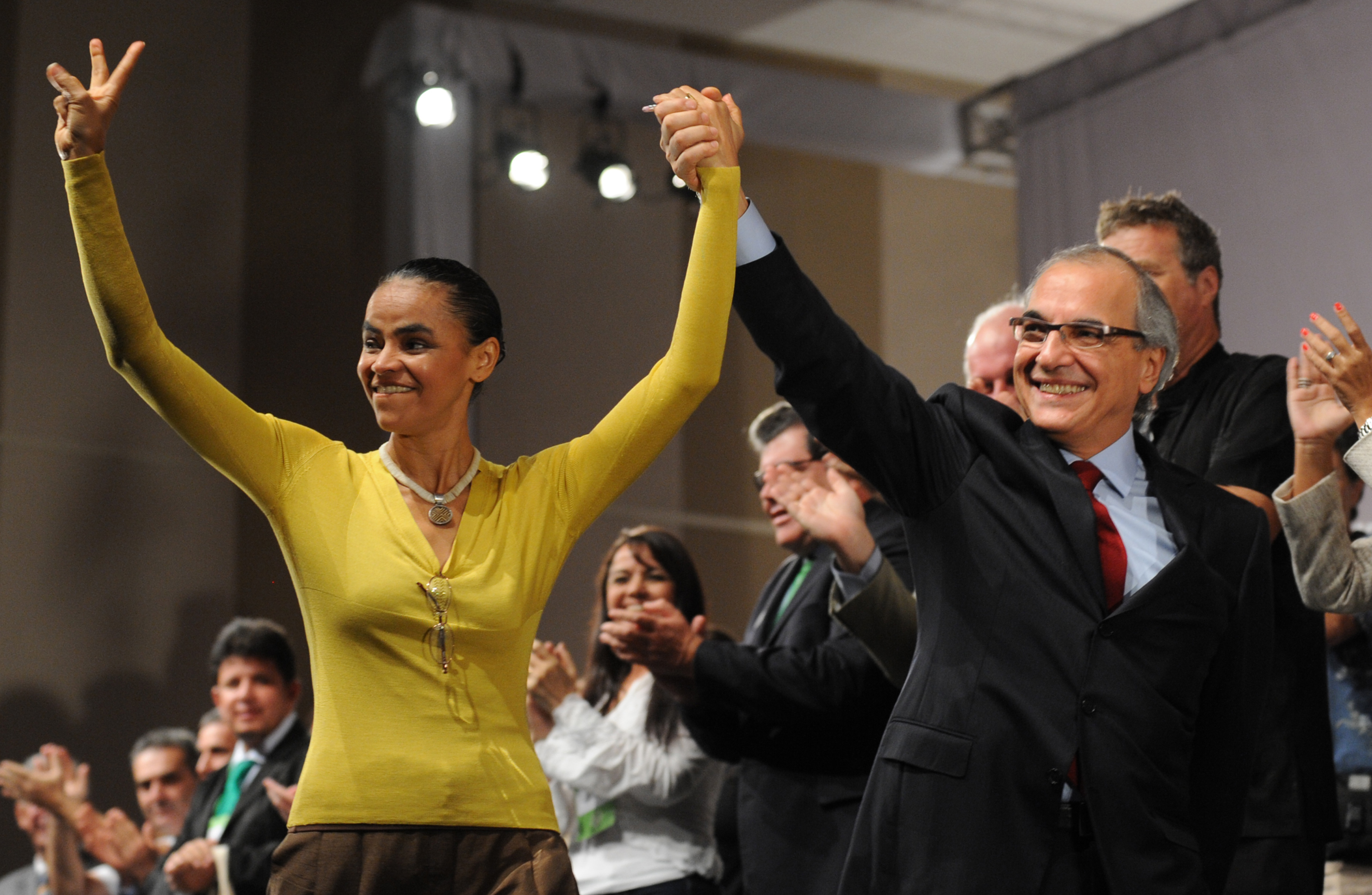
Marina e Guilherme Leal durante campanha eleitoral em 2010

Para Guilherme Leal, “sem política não se muda o país”. Em 2019, ele expôs sua visão sobre o assunto em um evento do Sistema B, movimento global que defende a responsabilidade socioambiental nas empresas, realizado em Mendoza, na Argentina. Segundo Leal, a construção de uma sociedade mais justa e igualitária é uma responsabilidade coletiva. As empresas, embora se configurem como parte importante desse processo, não resolvem sozinhas. É preciso que a sociedade esteja presente e que os governos façam sua parte. 
Em 2010, Guilherme Leal teve uma breve experiência na política. Após se filiar ao Partido Verde, o empresário foi oficializado em 16 de maio de 2010 como pré-candidato a vice-presidente na chapa de Marina Silva, convidado pela pré-candidata. O fundador da Natura foi o maior financiador da campanha, tendo doado à época 11,85 milhões de reais. O valor supera a doação da construtora Andrade Gutierrez (1,1 milhão de reais), do banco Itaú (1 milhão de reais) e do empresário Eike Batista (500 mil reais). A chapa recebeu mais de 20 milhões de votos.
Depois das eleições, em 2012, deixou de atuar diretamente na política, desfiliou-se do PV e, junto a outros colegas e empreendedores sociais, criou a RAPS - Rede de Ação Política pela Sustentabilidade, que nasceu com a missão de disseminar o compromisso com a sustentabilidade na política, criando lideranças políticas mais responsáveis e democráticas.
Nas eleições de 2022, após dez anos de atividade, lideranças Raps somaram mais de 38 milhões de votos, num total de 55 eleitos, entre governadores, vice-governadores, deputados federais, estaduais e senadores. 

### Compromisso com a democracia
Guilherme Leal já afirmou que não pretende se candidatar outra vez, mas deixa claro que não vai se isentar politicamente. Nos últimos anos, ele se manifestou diversas vezes em defesa da democracia, uma de suas bandeiras, ao lado da pauta social e ambiental. 
Em 2018, assinou o manifesto “Pela democracia, pelo Brasil”, contra a candidatura de Jair Bolsonaro. O documento, que teve o apoio de artistas, advogados, ativistas e empresários, afirmou na época que era necessário um movimento contra o projeto antidemocrático do candidato do PSL. 
Em agosto de 2022, foi um dos signatários da “Carta às brasileiras e aos brasileiros em defesa do Estado Democrático de Direito”, manifesto organizado pela Faculdade de Direito da USP em reação aos ataques reiterados do então presidente Jair Bolsonaro (PL) ao sistema eleitoral.

## Operação Lava Jato
Leal teria sido mencionado em delação do ex-presidente da OAS, Léo Pinheiro. Em um encontro com o empreiteiro, ele teria solicitado apoio à campanha presidencial de Marina Silva, em 2010, por meio de recursos ilícitos de caixa dois. Em nota, Guilherme Leal negou a acusação e disse que no encontro foram discutidas as propostas de economia e sustentabilidade da candidatura.
| “ | Houve, da parte do Sr. Léo Pinheiro, a sinalização do interesse da OAS em apoiar financeiramente a campanha. Disse-lhe expressamente que eventual contribuição seria bem-vinda, sem qualquer contrapartida ou compromisso e nos estritos termos da lei. Isto é: de forma transparente e com o devido registro no Tribunal Superior Eleitoral | ” |

Marina Silva também refutou as acusações:
| “ | Guilherme Leal, que foi candidato a vice em minha chapa à Presidência em 2010, sempre foi fiel ao compromisso ético e à orientação política de que todos os recursos de financiamento da campanha teriam origem e uso inteiramente legais e não acredito que nenhum dirigente do PV possa ter usado meu nome sem ter me dado conhecimento, ainda mais para fins ilícitos. | ” |

Em entrevista ao Jornal Nacional, Leal negou novamente a acusação e defendeu a campanha.
| “ | Nós fizemos uma campanha absolutamente limpa. Eu jamais pedi contribuições em caixa dois para esse senhor ou para quem quer que seja | ” |

O empresário também falou ao jornal Folha de S. Paulo, e disse que há um claro interesse em dizer que todo mundo é corrupto.
| “ | Acho que o Brasil não está destinado a ser um antro de políticos corruptos e incompetentes. Foi para vocalizar isso que fiz parte da campanha de 2010 | ” |